# Paul Außerleitner
Paul Außerleitner, spesso trascritto come Ausserleitner (Bischofshofen, 3 febbraio 1925 – Bischofshofen, 9 gennaio 1952), è stato un saltatore con gli sci austriaco.
Viene considerato uno dei pionieri della specialità in Austria. Nel 1949 vinse il titolo di campione nazionale austriaco.
Morì il 9 gennaio 1952 per i traumi conseguenti ad un incidente in allenamento di alcuni giorni prima.
A lui è dedicato il trampolino Paul Ausserleitner.